# داروسازی فوسان
شرکت محدود داروسازی فوسان شانگهای (به چینی: 上海复星实业股份有限公司) که با نام داروسازی فوسان یا نام کوتاه فوسان فارما نیز شناخته می‌شود، یک شرکت داروسازی چینی است. عمدهٔ سهام این شرکت متعلق به فوسان اینترنشنال است. داروسازی فوسان یکی از مالک‌های شرکت سرمایه‌گذاری صنعتی سینوفارم (چینی ساده: 国药产业投资)، شرکت مادر گروه سینوفارم (چینی ساده: 国药控股) است.